# Luise von Österreich-Toskana

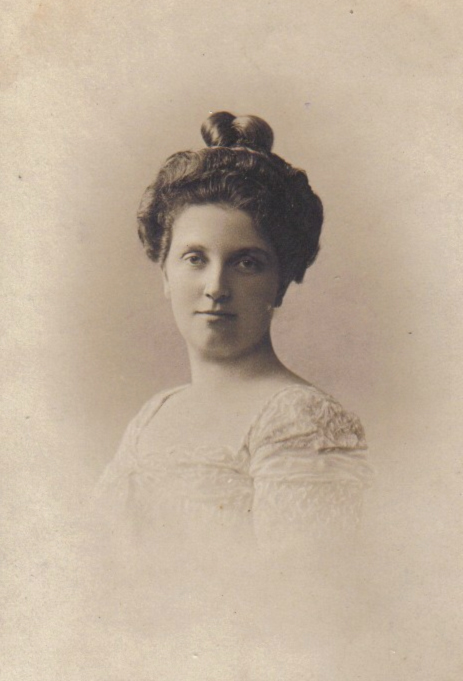
Kronprinzessin Luise von Sachsen. Um 1900

Luise Antonia Maria Theresia Josepha Johanna Leopolda Carolina Ferdinanda Alix Erentrudis Stepania von Österreich-Toskana (* 2. September 1870 in Salzburg; † 23. März 1947 in Ixelles/Elsene bei Brüssel) war als Ehefrau von Friedrich August III. die letzte Kronprinzessin des Königreichs Sachsen vor dem Ende der Monarchie.

## Leben

### Als Kronprinzessin
Luise wurde 1870 als Erzherzogin von Österreich, königliche Prinzessin von Böhmen und Ungarn als erstes Kind des letzten Großherzogs von Toskana, Ferdinand IV. und dessen zweiter Ehefrau, Prinzessin Alix von Bourbon-Parma in Salzburg geboren.

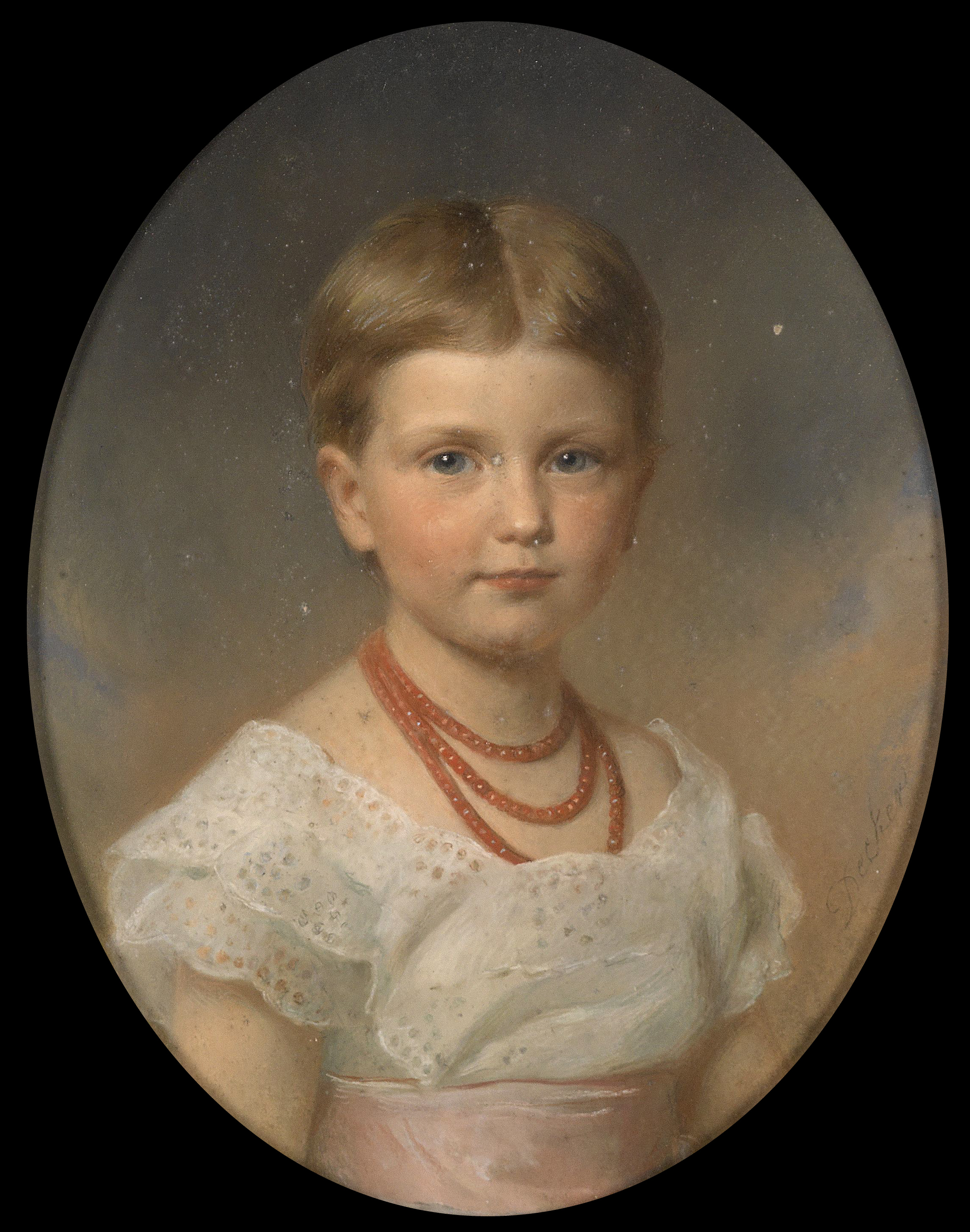
Luise als Kind, gemalt von Georg Decker, 1875

Im Sommer 1887 lernte sie auf Schloss Pillnitz Prinz Friedrich August von Sachsen kennen, den ältesten Sohn von Prinz Georg, der 1902 König von Sachsen wurde. Am 21. November 1891 heirateten die beiden in Wien, reisten gleich darauf über Prag nach Dresden, wo sie am 23. November 1891 feierlich empfangen werden. Allein das Essen auf der Dresdner Festveranstaltung am 25. November 1891 kostete 18.431 Mark.
Das Paar wohnte im Taschenbergpalais in Dresden und ab 1894 im Sommer in einer königlichen Villa in Wachwitz, an der Hängen rechts oberhalb der Elbe. Bei der sächsischen Bevölkerung war Luise aufgrund ihrer offenen, lebenslustigen Art und ihrer liberalen Einstellung beliebt. Am Dresdner Hof jedoch eckte Luise deswegen an. Luise gebar zwischen 1893 und 1901 sechs Kinder (drei Söhne und drei Töchter), von denen eine Tochter bei der Geburt starb.
Als entgegen dem Wunsch weiter Teile der sächsischen Bevölkerung Friedrich Augusts Vater Georg 1902 nach dem Ableben König Alberts von Sachsen den Thron bestieg, geriet Luise, der sowohl ihr Schwiegervater Georg als auch dessen Innenminister Georg von Metzsch-Reichenbach kritisch begegneten, in eine schwierige Situation. Gerüchte über Affären wurden in Umlauf gebracht und ihr Privatleben beobachtet. Luises Mann war häufig abwesend vom Hof und unterstützte seine Frau nicht. 1902 begann Luise eine Beziehung mit dem jungen Sprachlehrer ihrer Söhne, dem Belgier André Giron, die bald aufgedeckt wurde.

### Eheskandal
Als sie erneut schwanger war, verließ sie am 9. Dezember 1902 Dresden und reiste zu ihren Eltern nach Salzburg und zusammen mit ihrem Bruder Leopold Ferdinand Salvator weiter nach Genf. Luises Liebhaber, der mit dem Bruder Leopold Ferdinand in Kontakt stand, legte dem sächsischen Königshaus eine falsche Spur nach Brüssel. Doch wurden die Geschwister und Giron nach wenigen Tagen von sächsischen Polizisten in einem Genfer Hotel aufgespürt. Am 22. Dezember 1902 wurde die Flucht vom sächsischen König Georg publik gemacht und die Scheidung der Eheleute vorbereitet. Die internationale Presse verfolgte Luises Trennung und ihr Leben in Genf mit großem Interesse. Auch gaben Luise und Giron im Hôtel d’Angleterre in Genf zahlreiche Interviews und ließen sich fotografieren.
Ein Sondergericht des sächsischen Hauses Wettin verkündete am 11. Februar 1903 die standesamtliche, nicht die kirchliche Scheidung Luises und Friedrich Augusts. In der Folge durfte Luise weder ins Deutsche Reich noch nach Österreich-Ungarn einreisen, und sie konnte auch ihre in Dresden gebliebenen Kinder nicht wiedersehen. Von André Giron hatte sie sich noch vor der Scheidung getrennt. Luises Schritt, das sächsische Königshaus zu verlassen, wurde zu einem der ersten öffentlichen Skandale des deutschen Hochadels im 20. Jahrhundert.
Am 4. Mai 1903 brachte Luise ihr siebtes Kind, Anna Monika Pia, mit einer Sondererlaubnis in der Villa ihrer Eltern in Lindau zur Welt. Die Tochter wurde als sächsische Prinzessin anerkannt, obwohl die Vaterschaft bis heute unklar geblieben ist.
Luise erhielt im Juni 1903 von ihrem Vater den Titel einer Gräfin von Montignoso verliehen. König Georg bewilligte ihr eine Apanage, und sie durfte vorerst ihre Tochter behalten. Ende 1904 reiste Luise nach Dresden und wollte ihre Kinder sehen, doch sie wurde im Taschenbergpalais abgewiesen. Nach langen Verhandlungen durfte sie am 26. Oktober 1906 ihre beiden Söhne Georg und Friedrich Christian für zwei Stunden in München treffen.

### Späteres Leben

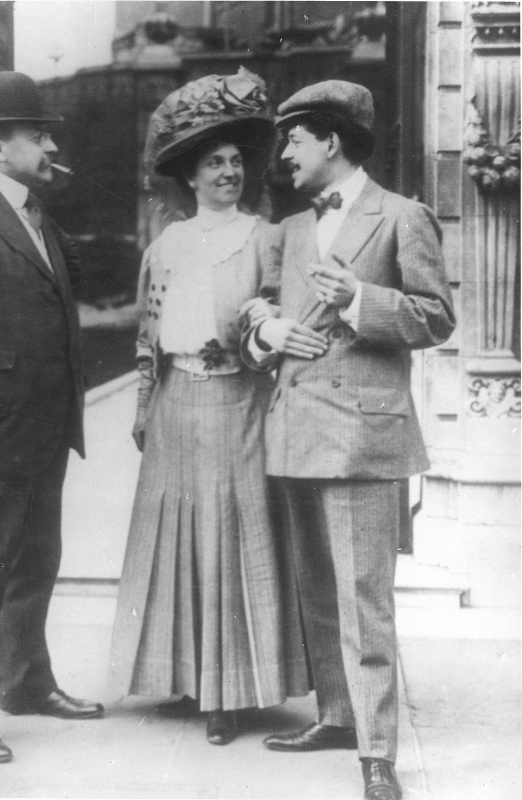
Luise und Enrico Toselli

Luise lebte zunächst auf Schloss Ramo bei Lyon, ab 1903 in Schloss Ventnor auf der Isle of Wight. 1904 siedelte sie auf das ihrer Familie gehörende Schloss Wartegg am Bodensee, später nach Florenz über.
Ende Dezember 1906 lernte Luise den dreizehn Jahre jüngeren Komponisten Enrico Toselli in Florenz kennen und heiratete diesen am 25. September 1907 standesamtlich. Die Folge war, dass Luises erster Ehemann die 1903 geborene Anna Monika Pia im Oktober 1907 endgültig der Mutter entzog und im April 1908 an den Dresdner Hof brachte.
Das Ehepaar Toselli lebte zuerst in Florenz und später im nahegelegenen Fiesole. Der gemeinsame Sohn Filiberto (1908–1969) kam am 7. Mai 1908 zur Welt. 1911 trennte Luise sich von Toselli, 1912 folgte dann die Scheidung. Der gemeinsame Sohn verblieb bei Enrico Toselli, Luise erhielt aber Besuchsrecht. Sie selbst siedelte 1911 in die Gemeinde Ixelles bei Brüssel über. Bis zum Ausbruch des Ersten Weltkrieges, währenddessen Belgien von Deutschland besetzt wurde, konnte sie ihren Sohn regelmäßig besuchen.
Nach Kriegsende nahm sie ihre Besuche in Florenz wieder auf. Ihre wirtschaftliche Situation hatte sich durch die Abdankung des sächsischen Königs und durch die Inflation verschlechtert. Ihre Söhne Friedrich Christian und Ernst Heinrich unterstützten sie finanziell, so dass sie 1926 in die Schweiz und 1927 in die Bretagne reisen konnte. Eine Rente erhielt sie auch nach dem Tod ihres ersten Mannes im Jahre 1932 weiter. 1939 wurden diese Zahlungen infolge der Devisenbewirtschaftung im nationalsozialistischen Deutschland eingestellt, doch nach der Besetzung Belgiens ab Mai 1940 wieder aufgenommen. Mit der Einnahme Brüssels durch alliierte Truppen 1944 endeten die Zahlungen.
Verarmt starb Luise von Toscana am 23. März 1947 und wurde auf dem Friedhof ihres Wohnortes Ixelles begraben. Auf Veranlassung des belgischen Königshauses, das Kontakt zum Fürstenhaus Hohenzollern-Sigmaringen aufgenommen hatte, erfolgte 1953 die Überführung des Sarges in die Grablege der Fürsten von Hohenzollern in der Kirche des Klosters Hedingen in Sigmaringen. Wegen des Zustands der Überreste wurde der Leichnam eingeäschert.
Ihr Nachlass befindet sich im Hauptstaatsarchiv Dresden.

## Kinder
Luise von Österreich-Toskana und Friedrich August III. hatten sechs bzw. sieben Kinder:
- Friedrich August Georg (* 15. Januar 1893 in Dresden; † 14. Mai 1943 bei Groß Glienicke), Kronprinz, Jesuit
- Friedrich Christian (* 31. Dezember 1893 in Dresden; † 9. August 1968 in Samedan), Chef der albertinischen Linie des Hauses Wettin (1932–1968)
- Ernst Heinrich (* 9. Dezember 1896 in Dresden; † 14. Juni 1971 in Neckarhausen)
- Maria Alix Carola (tot geboren am 22. August 1898 in Wachwitz)
- Margarete Carola Wilhelmine (* 24. Januar 1900 in Dresden; † 16. Oktober 1962 in Freiburg im Breisgau) ⚭ 1920 Friedrich von Hohenzollern
- Maria Alix Luitpolda (* 27. September 1901 in Wachwitz; † 11. Dezember 1990 in Hechingen) ⚭ 1921 Franz Joseph von Hohenzollern
- Anna Monika Pia (* 4. Mai 1903 in Lindau; † 8. Februar 1976 in München) ⚭ 1924 Josef Franz von Österreich

Luise Gräfin von Montignoso und Enrico Toselli hatten einen Sohn:
- Carlo Emmanuele Filiberto Toselli (* 1908; † 1969)

## Sonstiges
Der Komponist und Korrepetitor am königlich sächsischen Hoftheater in Dresden, Georg Pittrich (1870–1934), war zeitweilig Lehrer der damaligen Kronprinzessin am sächsischen Königshof.
Luise zu Ehren tragen einige Restaurants ihren Namen, so beispielsweise der Luisenhof in Dresden-Loschwitz und das Café Toscana am Blauen Wunder in Dresden-Blasewitz.
1904 wurde in Dresden eine Liedpostkarte mit dem Luisalied im Umlauf gebracht, in dem Luise als Perle vom Sachsenland bezeichnet wurde. In der dritten Strophe heißt es u. a.: Sind Krone und Thron auch für immer dahin, sie ist und sie bleibt eine Königin.

## Schriften
- Luise von Toscana (Frühere Kronprinzessin von Sachsen): Mein Lebensweg. Continent, Berlin-Friedenau 1911; Neuausgabe (Taschenbuch): Verlag der Kunst, Dresden 1991 ff.